# Famille Harrass
Harrass est le nom d'une famille de facteurs de clavecins allemands actifs aux XVIIe (depuis 1624) et XVIIIe siècles à Großbreitenbach, en principauté de Schwarzbourg-Sondershausen. 
Ils sont connus au nombre de quatre : Johann Heinrich (1665-1714), Johann Mathias - ou Johann Martin ? - (1671-1746), Johann Heinrich (1707-1778) et Johann Nicol (dates non connues). Leurs liens de parenté ne sont pas connus, si ce n'est que les deux Johann Heinrich sont père et fils. 

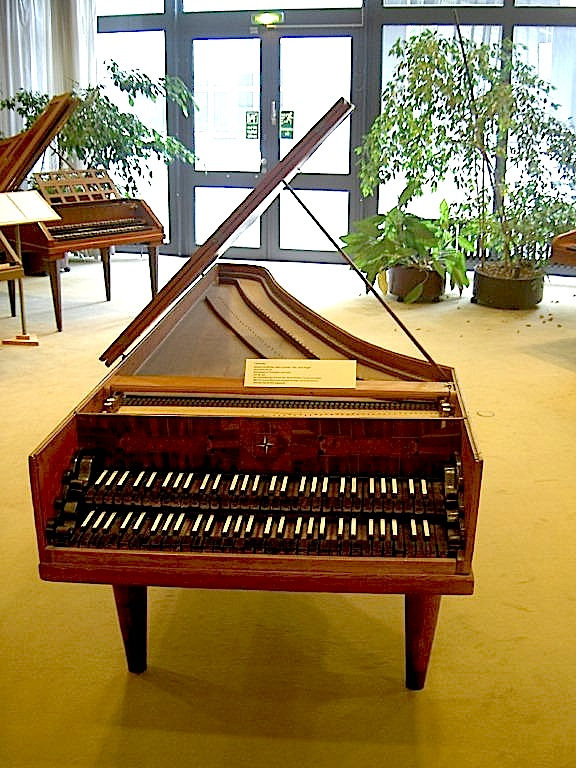
Le clavecin dit Bach-Cembalo
Musikinstrumenten Museum, Berlin

L'attention des experts a été portée sur cette famille après qu'ait été mise en lumière leur connexion avec un clavecin mythique (dit Bach-Cembalo) lors de la redécouverte des instruments à clavier et cordes pincées à la fin du XIXe siècle.      
Il existe, conservé aujourd'hui au Château de Sondershausen, un clavecin daté de 1710, dont il est presque certain qu'il a été construit par un des membres de cette famille : il comportait apparemment encore en 1909, la signature d'un certain Johann Heinrich Harrass, signature qui a disparu depuis lors probablement à la suite d'une restauration postérieure. Les experts ne sont pas certains s'il s'agit du père ou du fils. Jakob Adlung dans son traité Musica mechanica organoedi, rédigé en 1726 et publié à Berlin en 1768, décrit un clavecin de Großbreitenbach, dont les caractéristiques rappellent celles de ce clavecin, mais aussi celles du fameux Bach-Cembalo appartenant au Musikinstrumenten-Museum de Berlin. Ces différents faits laissent ainsi penser que le clavecin ayant (prétendument) appartenu à Jean-Sébastien Bach puis, par héritage à son premier fils, Wilhelm Friedemann, et qui a tant influencé la facture du début du XXe siècle, est sorti de l'atelier des Harrass, sans qu'on puisse aveoir de certitude quant à son facteur effectif - le plus probable étant Johann Heinrichl'aîné, au regard de la date de rédaction du traité d'Adlung. 